# Brain Stew/Jaded
Brain Stew/Jaded è un singolo del gruppo musicale statunitense Green Day, pubblicato il 21 giugno 1996 come terzo estratto dal quarto album in studio Insomniac.

## Descrizione
Brain Stew inizia con chitarra elettrica ritmica e dopo poco si aggiunge anche la voce, molto più melodica del sottofondo.
Dopo alcune strofe si aggiunge anche la batteria e la chitarra elettrica raggiunge sonorità molto dure.
Dopo i ritornelli vi sono degli assoli di chitarra dal timbro distorto e con alcuni effetti che ricordano il genere heavy metal. Lo stesso Billie Joe, frontman della band in un concerto prima della canzone affermò: "This is heavy metal!" ("Questo è heavy metal").
Jaded inizia come continuo della prima, ovvero con chitarra ritmica. Il sound di questa canzone è più orecchiabile di quello della prima e anche la voce è più melodica, pur essendo molto più rapido nell'esecuzione.

## Altre versioni
- Un remix della canzone Brain Stew è presente nella colonna sonora del film Godzilla.

## Tracce
1. Brain Stew/Jaded
2. Do Da Da
3. Good Riddance (Time of Your Life) (Early Demo)
4. Brain Stew (Clean Radio Faded Ending)

## Formazione
- Billie Joe Armstrong – voce, chitarra
- Mike Dirnt – basso, cori
- Tré Cool – batteria

Produzione
- Rob Cavallo – produzione
- Green Day – produzione
- Kevin Army – ingegneria del suono
- Jerry Finn – missaggio
- Richard Huredia – assistenza tecnica
- Bernd Burgdorf – assistenza tecnica

## Classifiche
| Classifica (1996)             | Posizione massima |
| ----------------------------- | ----------------- |
| Canada                        | 35                |
| Regno Unito                   | 28                |
| Regno Unito (rock & metal)    | 2                 |
| Stati Uniti (alternative)     | 3                 |
| Stati Uniti (mainstream rock) | 8                 |